# 高井章
高井 章（たかい あきら、1954年 - ）は、日本の医学者。旭川医科大学医学部教授。岐阜県郡上市出身。
自律神経支配の効果器（平滑筋・心筋・分泌小胞など）の細胞膜受容体に接続する信号伝達系のうち、特に、イオンチャネルと蛋白質燐酸化のいずれか、または両方が関与する系の研究業績によって知られる。

## 略歴
- 1973年（昭和48年）3月　岐阜県立岐阜高等学校卒業
- 1979年（昭和54年）3月　名古屋大学医学部医学科卒業、同大学医学部助手
- 1986年（昭和61年）名古屋大学医学部講師
- 1986年（昭和61年）- 1988年（昭和63年）ハイデルベルク大学 第二生理学研究所留学
- 1989年（平成元年）　名古屋大学医学部助教授
- 2001年（平成13年）　名古屋大学大学院医学系研究科助教授
- 2002年（平成14年）　旭川医科大学生理学講座教授（旧第一講座、現自律機能分野）
- 2007年（平成19年）4月　旭川医科大学情報基盤センター長（併任）
- 2014年（平成26年）7月 - 2019年（令和元年）6月　旭川医科大学副学長（教育・研究・情報担当）